# ألان أغيري
ألان أغيري (بالإسبانية: Alan Aguirre)‏ (13 أغسطس 1993 في الأرجنتين - ) هو لاعب كرة قدم أرجنتيني في مركز الدفاع. لعب مع بوكا جونيورز وClub Atlético Douglas Haig ‏.

## وصلات خارجية
- ألان أغيري على موقع قاعدة بيانات كرة القدم.إي يو (الإنجليزية)
- ألان أغيري على موقع Soccerway.com (الإنجليزية)